# AHK-toong BAY-bi Covered
AHK-toong BAY bi Covered, estilizado como (Ǎhk-to͝ong Bay-bi) Covered, es un álbum tributo comisionado por la revista Q, como complemento de la reedición por el vigésimo aniversario del disco Achtung Baby de U2 así como el 25 aniversario de la propia revista, publicado el 25 de octubre de 2011.
Es una reproducción del álbum original de 1991, salvo por una remezcla, pero con los temas interpretados por diversos grupos y músicos, algunos contemporáneos de U2, como Depeche Mode, o posteriores como Nine Inch Nails, Garbage y The Killers. Apareció sólo en formato de CD en forma gratuita, anexo a la edición de diciembre de 2011 de la revista, en su número 305.

## Listado de canciones
| AHK-toong BAY bi Covered |                                              |                          |          |  |
| N.º                      | Título                                       | Intérprete               | Duración |  |
| 1.                       | «Zoo Station»                                | Nine Inch Nails          | 6:28     |  |
| 2.                       | «Even Better Than the Real Thing»            | U2 (Jacques Lu Cont Mix) | 6:39     |  |
| 3.                       | «One»                                        | Damien Rice              | 5:29     |  |
| 4.                       | «Until the End of the World»                 | Patti Smith              | 3:36     |  |
| 5.                       | «Who's Gonna Ride Your Wild Horses»          | Garbage                  | 5:15     |  |
| 6.                       | «So Cruel»                                   | Depeche Mode             | 6:02     |  |
| 7.                       | «The Fly»                                    | Gavin Friday             | 4:16     |  |
| 8.                       | «Mysterious Ways»                            | Snow Patrol              | 4:48     |  |
| 9.                       | «Tryin' To Throw Your Arms Around The World» | The Fray                 | 4:33     |  |
| 10.                      | «Ultraviolet (Light My Way)»                 | The Killers              | 4:53     |  |
| 11.                      | «Acrobat»                                    | Glasvegas                | 4:08     |  |
| 12.                      | «Love Is Blindness»                          | Jack White               | 3:20     |  |

## Créditos
Depeche Mode - Andrew Fletcher, Martin Gore y David Gahan.
Snow Patrol - Gary Lightbody, Paul Wilson, Jonny Quinn, Nathan Connolly y Tom Simpson.
Garbage - Butch Vig, Steve Marker, Duke Erikson y Shirley Manson.
The Killers - Dave Keuning, Mark August Stoermer, Ronnie Vannucci Jr. y Brandon Flowers.